# モーゼル・スタンダードモデル

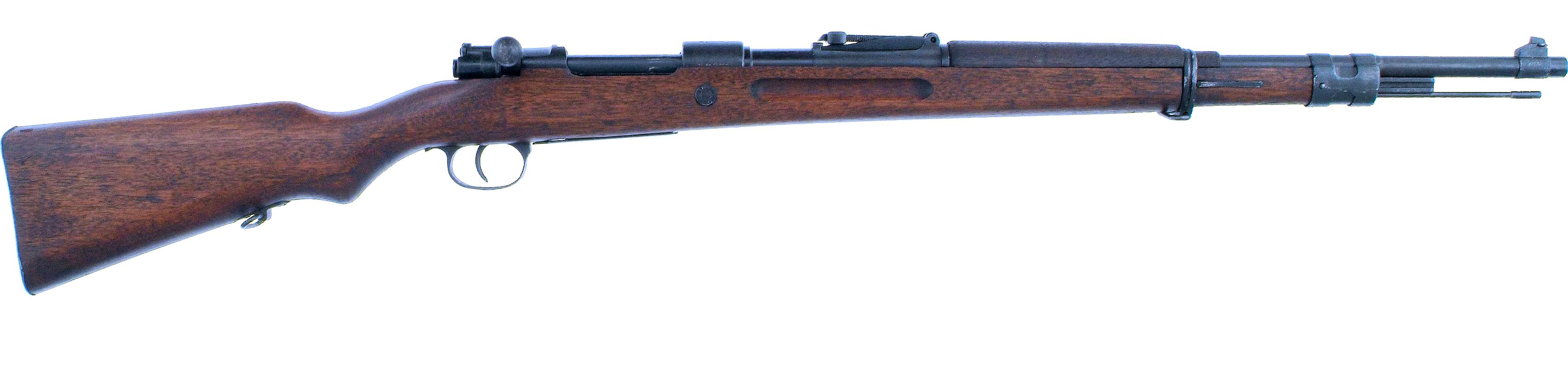
中正式歩槍。中国でライセンス契約のもと国産化されたスタンダードモデル。

モーゼル・スタンダードモデル（ドイツ語: Mauser Standardmodell）、あるいはモーゼル M1924、モーゼル M1933は、ヴァイマル共和制時代のドイツで設計されたボルトアクション式小銃である。7.92x57mmモーゼル弾（8mmモーゼル弾）を使用する。設計は1924年に行われたものの、本格的な製造が始まるのは1933年になってからだった。公的には輸出及びドイツ国内の治安部隊への配備が目的とされていたが、国民社会主義ドイツ労働者党（NSDAP）が有する準軍事組織の突撃隊（SA）や親衛隊（SS）でも採用されていた。輸出先としては南米諸国、エチオピア、中華民国、イベリア半島諸国などが知られる。騎兵銃型は後にドイツ国防軍の主力歩兵銃となるKar98kとほぼ同型だった。

## 設計
第一次世界大戦後、歩兵銃と騎兵銃の中間にあたる銃身長を備えた歩騎両用銃の設計が各国で試みられていた。また、モーゼル社における小火器製造がヴェルサイユ条約によって制限された結果、ベルギーのファブリーク・ナシオナール（FN）およびチェコスロバキアのチェスカー・ズブロヨフカ（CZ）はGew98小銃を原型とするモーゼル式小銃の最大手となっていた。1924年、FNとCZは共に23.25インチ銃身を備えるモーゼル式短小銃を発表した（FN M1924、vz. 24）。スタンダードモデルは、モーゼル社がこれらに対抗するべく設計した製品であった。
スタンダードモデルは、ヴェルサイユ条約に違反する形で製造されたGew98の派生型で、Kar98AZとGew98の特徴を兼ね備えている。銃身長はKar98AZと同等の600 mm (23.6 in)だった。照門は新たに設計されたタンジェント型で、100 m (109 yd)から2,000 m (2,187 yd)まで、50 m (55 yd)刻みで照準距離を調整できた。また、照門は標準的なS弾仕様から、s.S弾仕様に変更することができた。
1924年、最初のモデル（M1924）が設計された。このモデルではGew98と同様、ボルトハンドルは直線型で、負革は下側に取り付けられていた。1933年、これらを屈曲したボルトハンドルと側面用の負革に変更した騎兵銃型（M1933）が設計されるとともに本格的な生産が始まった。騎兵銃型は後のKar98kとほぼ同型だが、Kar98kでは省略された指掛け溝が設けられているなど細部で区別できた。8mmモーゼル弾仕様のほか、7x57mmモーゼル弾（7mmモーゼル弾）仕様や7.65x53mmモーゼル弾仕様のモデルが輸出された。
1935年にはKar98kがドイツ国防軍の制式小銃として採用されたが、スタンダードモデルの製造も続けられた。1945年までに25万丁ほどが製造された。

## 運用

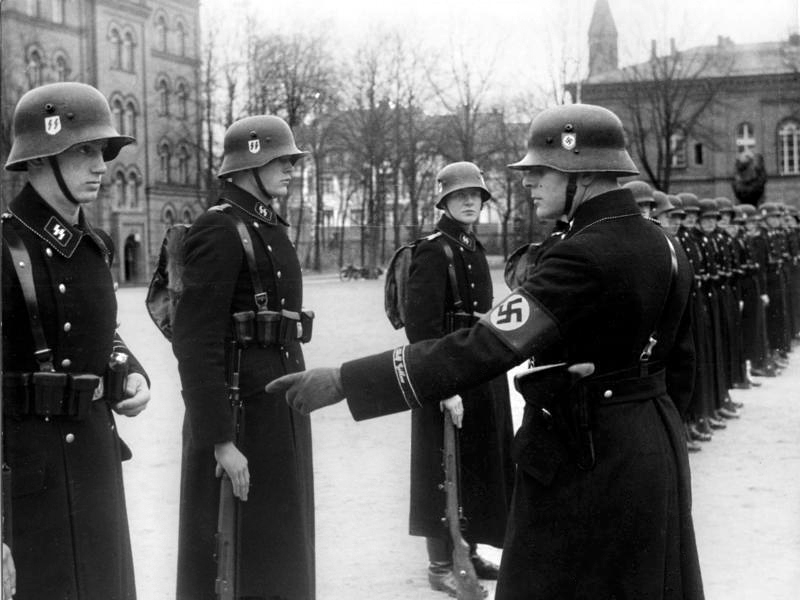
モーゼル・スタンダードモデルを装備した親衛隊特務部隊の隊員ら。指掛け溝が確認できる（1938年）

M1924は、ドイツ国内ではSAおよびSSが購入したほか、中華民国や南米諸国に輸出された。一方、製造元の記録によれば、M1933はドイツ帝国郵便のみが購入したとされ、このことからドイツ帝国郵便小銃（Gewehr für Deutsches Reichspost）と呼ばれた。しかし、実際には一部がNSDAPの党組織やヴァイマル共和国軍によって購入されていたと言われている。第二次世界大戦中のドイツ国防軍でも、一部を接収して使用した可能性がある。
ボリビアは1920年代にスタンダードモデルを購入しており、チャコ戦争では実戦に投入された。このときに対峙したパラグアイでは、1930年代にスタンダードモデルの購入および配備を進めた。そのほか、ホンジュラスもスタンダードモデルを発注した記録がある。
最も多くのスタンダードモデルを購入したのは、中華民国であった。1932年、火器の標準化に関する会議が開かれ、この中でスタンダードモデルを国民革命軍の主力歩兵銃として採用することが決定された。ドイツからの輸入は1934年に始まり、1935年から中国国内の造兵廠での製造が始まった。最初の1万丁は、税務警察用に調達されたものだった。当初は24式歩槍と呼ばれていたが、後に蒋介石の名に因んだ中正式歩槍という名称に改められた。この小銃は国共内戦および日中戦争を通じて使用された。
大日本帝國では、1937年の日独伊防共協定締結を受け、軍事協力の一環として独伊から小銃の購入を行った。この際、ドイツからは3種類の小銃、すなわちスタンダードモデルM1924、Kar98k、Vz24をモ式小銃として購入した。また、後には中国で鹵獲された中正式歩槍などを含む雑多なモーゼル式小銃を総称してモ式小銃という言葉が使われるようになった。主に二線級部隊や海軍の基地警備隊などで使われたと言われている。
エチオピア帝国は各モデル合わせて25,000丁のスタンダードモデルを購入し、第二次エチオピア戦争の際に実戦投入した。
ブエノスアイレス警察では、M1933（通常型および550ミリメートル (21.65 in)銃身騎兵銃）を購入した。アルゼンチン向けモデルは、ボルトリリースのアーム部が延長されていた。
スペインでは、1936年7月クーデター前後にスタンダードモデル（歩兵銃および騎兵銃）を購入した。スペイン内戦中に派遣されたドイツのコンドル軍団でも、これらの小銃が使われた。スペイン向けの小銃の一部は、スペインで普及した7mmモーゼル弾仕様に改修されていた。同時期、ポルトガルでも軍の近代化政策の一環として1933年型を購入している。

## 使用者
- アルゼンチン: 7.65mm弾仕様[21]
- ボリビア: 7.65mm弾仕様[25]
- 中華民国: 7.92mm弾仕様[2]、7mm弾仕様[26]
- エチオピア帝国: 7.92mm弾仕様[20]
- ドイツ国: 7.92mm弾仕様[5]
- ナチス・ドイツ: 7.92mm弾仕様[5]
- ホンジュラス: 7mm弾仕様[14]
- 大日本帝国: 7.92mm弾仕様[27]
- パラグアイ: 7.65mm弾仕様
- ポルトガル:7.92mm弾仕様[24]
- スペイン: 7.92mm弾仕様[22]、7mm弾仕様[23]